# Монфрагуэ (национальный парк)
Монфрангуэ (исп. Parque Nacional de Monfragüe) — национальный парк в Испании. Расположен в провинции Касерес, на территории муниципалитетов Серрадилья, Харайсехо, Мальпартида-де-Пласенсия, Серрехон, Ториль и Торрехон-эль-Рубио, Касас-де-Мильян, Касатехада, Делейтоса, Игера-де-Альбалат, Мирабель, Романгордо и Соседилья.
Парк находится на высоте 220—723 метров над уровнем моря. Через него протекают две реки — Тежу и Тиетар. В парке существует разнообразная флора и фауна.
С 4 апреля 1979 года имел статус природного парка; с 5 июня 2003 года — биосферного заповедника; с 2 марта 2007 года — национального.

## Фауна
Фауна парка состоит:
- в скалистой местности — чёрный аист (25 пар), филин, беркут, стервятник (30 пар) и большие колонии белоголовых сипов (более 500 пар).
- в экосистеме субтропических лесов — испанский могильник (12 пар), чёрный гриф (280 пар), орёл-карлик (24 пары), орёл-змееяд (15 пар), ястреб-тетеревятник и перепелятник, пиренейская рысь, обыкновенная генета, среднеевропейский дикий кот и египетский мангуст.
- водной экосистемы — выдра, черный аист, обыкновенный зимородок, серая и рыжая цапли, утки, средиземноморская квакша и испанский тритон. В изобилии встречается иберийская и европейская черепахи.
- средиземноморской экосистемы — глазчатая ящерица, чернокрылый дымчатый коршун, садовая соня, каменная куница, ласка, египетский стервятник, гриф, благородный олень, дикий кабан, испанский могильник, пиренейская рысь, дикий кролик.

## Флора
Флора парка состоит:
- в скалистой местности — лишайника, можжевельника колючего, испанского бобового кустарника.
- экосистемы субтропических лесов — пробкового дуба и дуба португальского, трёхлопастного клена и терпентинного дерева, земляничных деревьев, иглицы колючей, мирт, эрики древовидной, круглолистных дубов, диких оливковых деревьев, диких груш и грушы иберийской, бирючины узколистной, ракитника, лаванды стэхадской, ладанника и дрока.
- водной экосистемы — ольхи, ивы и ясеня, флюгей.